# Bělokamennaja (stanice Moskevského centrálního okruhu)
Bělokamennaja (rusky Белокаменная) je stanice na Moskevském centrálním okruhu.

## Charakter stanice
Stanice Bělokamennaja se nachází na hranici čtvrtí Bogorodskoje (Богородское) a Metrogorodok (Метрогородок) mezi ulicemi Abramcevskaja proseka (Абрамцевская просека) a Jauzskaja alleja (Яузская аллея).
Stanice disponuje jedním ostrovním nástupištěm. U jižní hrany nástupiště zastavují vlaky jedoucí ve směru hodinových ručiček, u severní hrany zastavují vlaky, které jedou opačným směrem. Východy z podzemního vestibulu vycházejí na povrch na obě dvě strany železnice na konec Jauzské aleje i směrem k Abramcevské prosece.
Jedná se o nejméně využívanou stanici na Moskevském centrálním okruhu – denně ji využívá cca 1 tisíc cestujících. Není zde možné přestoupit na metro ani příměstské vlaky. Je to také jediná stanice, která se nachází na území národního parku Losí ostrov.